# UFC on ESPN: Whittaker vs. Till
UFC on ESPN: Whittaker vs. Till（ユーエフシー・オン・イーエスピーエヌ：ウィテカー・バーサス・ティル、別名UFC on ESPN 14）は、アメリカ合衆国の総合格闘技団体「UFC」の大会の一つ。2020年7月26日、アブダビ・ヤス島のファイトアイランド内フラッシュ・フォーラムで開催された。

## 大会概要
本大会ではロバート・ウィテカーとダレン・ティルのミドル級戦が組まれた。

## 試合結果

### プレリミナリーカード
第1試合 バンタム級 5分3R
○  ナサニエル・ウッド vs.  ジョン・カスタネーダ ×
3R終了 判定3-0（30–27、30–27、30–27）
第2試合 ウェルター級 5分3R
○  ラマザン・エミーフ vs.  ニクラス・シュトルツェ ×
3R終了 判定3-0（30–27、30–27、29–28）
第3試合 女子バンタム級 5分3R
○  パニー・キアンザド vs.  ベチ・コヘイア ×
3R終了 判定3-0（30–27、30–27、29–28）
第4試合 ヘビー級 5分3R
○  タナー・ボーザー vs.  ハファエル・ペソア ×
2R 2:36 TKO（左フック→パウンド）
第5試合 フェザー級 5分3R
○  モフサル・エフロエフ vs.  マイク・グランディ ×
3R終了 判定3-0（30–27、30–27、29–28）
第6試合 ヘビー級 5分3R
○  トム・アスピナル vs.  ジェイク・コリアー ×
1R 0:45 TKO（右ストレート）
第7試合 ウェルター級 5分3R
○  ジェシー・ロンソン vs.  ニコラス・ダルビー ×
1R 2:48 リアネイキドチョーク
第8試合 160ポンド契約 5分3R
○  フランシスコ・トリナウド vs.  ジャイ・ハーバート ×
3R 1:30 TKO（左フック→パウンド）
※トリナウドの体重超過によりライト級から変更。

### メインカード
第9試合 ウェルター級 5分3R
○  カムザット・チマエフ vs.  リース・マッキー ×
1R 3:09 TKO（パウンド）
第10試合 ウェルター級 5分3R
○  アレックス・オリベイラ vs.  ペーター・ゾボタ ×
3R終了 判定3-0（30–27、30–27、30–27）
第11試合 ライトヘビー級 5分3R
○  ポール・クレイグ vs.  ガジムラド・アンティグロフ ×
1R 2:06 三角絞め
第12試合 女子ストロー級 5分3R
○  カーラ・エスパルザ vs.  マリナ・ロドリゲス ×
3R終了 判定2-1（28–29、29–28、30–27）
第13試合 ヘビー級 5分3R
○  ファブリシオ・ヴェウドゥム vs.  アレクサンダー・グスタフソン ×
1R 2:30 腕ひしぎ十字固め
第14試合 ライトヘビー級 5分3R
○  マウリシオ・ショーグン vs.  アントニオ・ホジェリオ・ノゲイラ ×
3R終了 判定2-1（29–28、28–29、29–28）
第15試合 ミドル級 5分5R
○  ロバート・ウィテカー vs.  ダレン・ティル ×
5R終了 判定3-0（48–47、48–47、48–47）

### 各賞
ファイト・オブ・ザ・ナイト： 該当なし
パフォーマンス・オブ・ザ・ナイト： ファブリシオ・ヴェウドゥム、ポール・クレイグ、カムザット・チマエフ、ジェシー・ロンソン、トム・アスピナル、タナー・ボーザー
各選手にはボーナスとして5万ドルが授与された。

### カード変更
負傷などによるカードの変更は以下の通り。